# 胡安·路易斯·比韦斯
胡安·路易斯·比韦斯（西班牙語：Juan Luis Vives；1493年3月6日—1540年5月6日），西班牙巴伦西亚人人文主义者、神学家、哲學家、心理学家和教育学家。作为一名皈依了天主教的犹太人，他提出了关于社会组织的新思想，是欧洲文艺复兴时期人文主义的领军人物。他对灵魂的信仰、对早期医学实践的洞察以及对情感、记忆和学习的观点为他赢得了“现代心理学之父”的称号，被公认为“西班牙黄金时代最具欧洲特色的人物”。